# Julius Reinhardt
Julius Reinhardt (* 29. März 1988 in Karl-Marx-Stadt) ist ein ehemaliger deutscher Fußballspieler.

## Spielerkarriere
Julius Reinhardt spielte in der Jugend zunächst für VTB Schönau und VfB Chemnitz, bevor er 1997 in die Nachwuchsabteilung des Chemnitzer FC wechselte. Beim CFC spielte Reinhardt so gut, dass er auch für die U-15-Nationalmannschaft Deutschlands nominiert wurde.
Zur Oberliga-Saison 2007/08 berief ihn Trainer Tino Vogel in die erste Mannschaft, bei der Reinhardt 21 Partien bestritt und seinen Teil zum Aufstieg der Chemnitzer beitrug. Unter dem neuen Trainer Gerd Schädlich mauserte sich Julius Reinhardt in der Regionalliga zum Stammspieler. In der Folgesaison konnte er diesen Status beibehalten und führte sein Team auf den dritten Tabellenplatz.
Zur Drittliga-Spielzeit 2010/11 wechselte Reinhardt zu Eintracht Braunschweig. Bei Braunschweig kam er immerhin zu 16 Saisoneinsätzen, allerdings agierte er meist als Einwechselspieler. Nach dem Aufstieg in die 2. Bundesliga debütierte Reinhardt dort am 1. Spieltag der Saison 2011/12 beim 3:1-Erfolg über TSV 1860 München.
Am 12. Juni 2012 gab Drittligist Kickers Offenbach die Verpflichtung Reinhardts bekannt. Nach dem Lizenzentzug der Kickers nach der Saison 2012/13 wechselte er zur Saison 2013/14 zum Drittligisten 1. FC Heidenheim.
Zur Saison 2016/17 kehrte er zum Chemnitzer FC zurück.
Zur Saison 2018/19 wechselte er zum Drittligisten FSV Zwickau. Im Mai 2021 gab Reinhardt sein sofortiges Karriereende bekannt.

## Erfolge
- Sachsenpokalsieger: 2008 und 2010 (mit dem Chemnitzer FC)
- Aufstieg in die 2. Bundesliga: 2011 (mit Eintracht Braunschweig)